# Carowinds
Carowinds è un parco divertimenti statunitense, situato a Charlotte, in Carolina del Nord. Sebbene abbia un indirizzo ufficiale in Carolina del Nord, il parco si trova lungo il confine tra Carolina del Nord e Carolina del Sud, con una sua area situata nel territorio di Fort Mill, in Carolina del Sud. Il parco è stato aperto il 31 marzo 1973, per un costo di 70 milioni di dollari, dopo quattro anni di pianificazione supervisionati dall'uomo d'affari Earl Patterson Hall, originario di Charlotte, che fu ispirato a costruire il parco da un viaggio che fece nel 1956 a Disneyland e che aveva inoltre il sogno di avvicinare i due stati. Di proprietà e gestione della Cedar Fair Entertainment Company, Carowinds dispone anche di un parco acquatico di 81000 m², denominato Carolina Harbor.

## Storia

Logo di Carowinds attuale, rimasto lo stesso dall'acquisto del parco da parte di Cedar Fair.

Il parco fu originariamente concepito come un componente di un grande resort che includeva hotel, un centro commerciale, un campo da golf e uno stadio della NFL. Tuttavia, il numero di visitatori di Carowinds calò a seguito della crisi petrolifera del 1973 e i piani per il resort furono sospesi. Hall e gli altri azionisti della Carowinds Corporation continuarono a gestire il parco per tutto il 1974, anche se la scarsa frequenza e l'aumento del debito costrinsero la società a vendersi alla Taft Broadcasting all'inizio del 1975. La proprietà, poi, fu acquisita dalla Kings Entertainment Company, che a sua volta fu acquisita dalla Paramount. Il parco fu acquistato da Paramount Communications nel 1993 ed entrò a far parte della famiglia dei Paramount Parks. Il parco fu ribattezzato in Paramount's Carowinds nel 1993 e in seguito diventò un bene di Viacom in seguito alla sua acquisizione di Paramount nel 1994. 
Il nome "Carowinds" è stato creato sulla base del tema originale del parco, ovvero la storia e la cultura delle Caroline, ed è un portmanteau di "Carolina" e "venti", in riferimento ai venti che soffiano attraverso i due stati. Carowinds opera stagionalmente da fine marzo a dicembre, dopo l'evento di Halloween del parco, "SCarowinds", e l'evento di Natale del parco, "WinterFest". 

### Vendita a Cedar Fair
Il 27 gennaio 2006 il Dayton Daily News riportò che la CBS Corporation (che si era separata da Viacom alla fine del 2005) avrebbe venduto i parchi di Paramount Parks, compreso Carowinds. 
Il 30 giugno 2006, Cedar Fair Entertainment Company acquistò Paramount Parks, tra cui Carowinds.
Sebbene Cedar Fair abbia continuato a utilizzare il nome "Paramount's Carowinds" per il resto della stagione 2006, cominciò a eliminare gradualmente il nome Paramount nei comunicati stampa, dal sito web del parco e dalla segnaletica all'interno del parco. Nel gennaio 2007, sul sito web del parco è stato rivelato un nuovo logo privo del nome "Paramount". Esso presentava una bandierina, caratteristica icona del marchio Cedar Fair, posta sulla lettera "i" del nome Carowinds. Gli altri quattro parchi di marchio Paramount acquisiti da Cedar Fair ricevettero cambiamenti simili. Il nome "Paramount" fu abbandonato da tutti i parchi dopo la stagione 2006. 

### Era di Cedar Fair

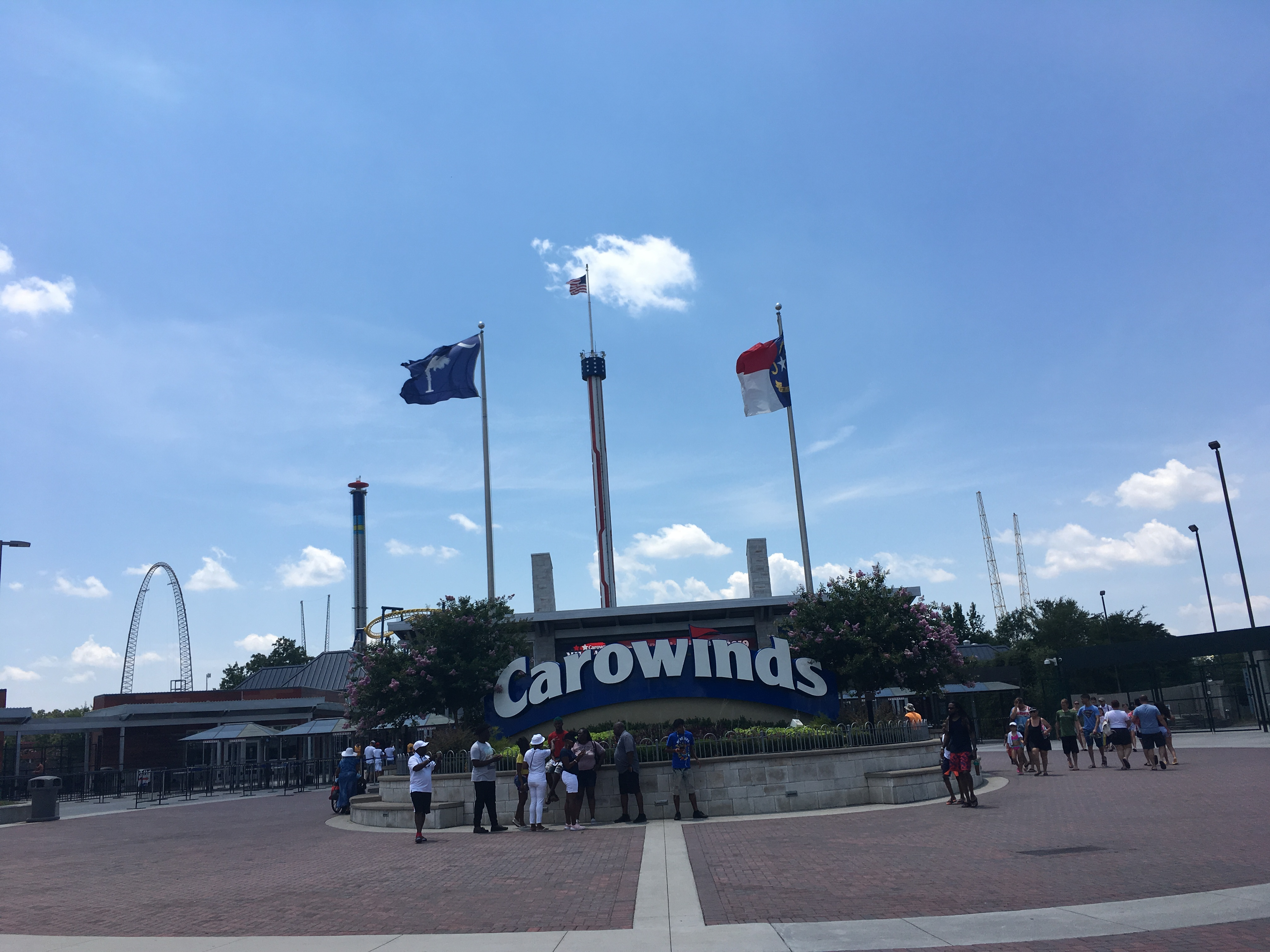
Ingresso di Carowinds.

Il 26 agosto 2013 Cedar Fair annunciò un piano di investimenti da 50 milioni di dollari per espandere Carowinds nel corso di tre anni, a partire dal 2014. L'espansione incluse una montagna russa da 30 milioni di dollari, uno scivolo d'acqua da 2,5 milioni di dollari, un complesso alimentare da 7 milioni di dollari e 4 milioni di dollari per migliorare le biglietterie e le aree frontali del parco.
Il 21 agosto 2014 Carowinds annunciò l'aggiunta di Fury 325 per la stagione 2015. Progettata da Bolliger & Mabillard, l'attrazione è tuttora la quinta montagna russa più alta del mondo. Un nuovo ingresso anteriore, che sostituì l'ingresso originale ("North Gate") del parco, fu inaugurato insieme a Fury 325 per la stagione 2015. 
Il 27 agosto 2015, Carowinds annunciò che il parco acquatico noto formalmente come Boomerang Bay sarebbe stato ampliato e ribattezzato Carolina Harbor nel 2016. L'espansione incluse un nuovo complesso di sei scivoli, una nuova piscina a onde e diverse nuove aree per i bambini.
Per la stagione 2018 l'area per bambini del parco conosciuta come Planet Snoopy fu ampliata e convertita in Camp Snoopy con l'aggiunta di sei nuove attrazioni per bambini.
Il 30 agosto 2018, Carowinds annunciò il suo più grande investimento nella storia del parco per la stagione 2019. L'attrazione in questione, Copperhead Strike, era una montagna russa a doppio lancio prodotta da Mack Rides, che si trovava e tuttora si trova nell'area di "Blue Ridge Junction", portando il numero di ottovolanti presenti nel parco a 14. 

## Attrazioni
| Nome                    | Anno di apertura | Azienda costruttrice         | Area tematica       |
| ----------------------- | ---------------- | ---------------------------- | ------------------- |
| Carolina Skytower       | 1973             | Intamin                      | Celebration Plaza   |
| Intimidator             | 2010             | Bolliger & Mabillard         | Celebration Plaza   |
| Afterburn               | 1999             | Bolliger & Mabillard         | Crossroads          |
| Fury 325                | 2015             | Bolliger & Mabillard         | Thrill Zone         |
| Drop Tower: Scream Zone | 1996             | Intamin                      | Thrill Zone         |
| Hurler                  | 1994             | International Coasters, Inc. | Thrill Zone         |
| Copperhead Strike       | 2019             | Mack Rides                   | Blue Ridge Junction |